# Louis Kahn

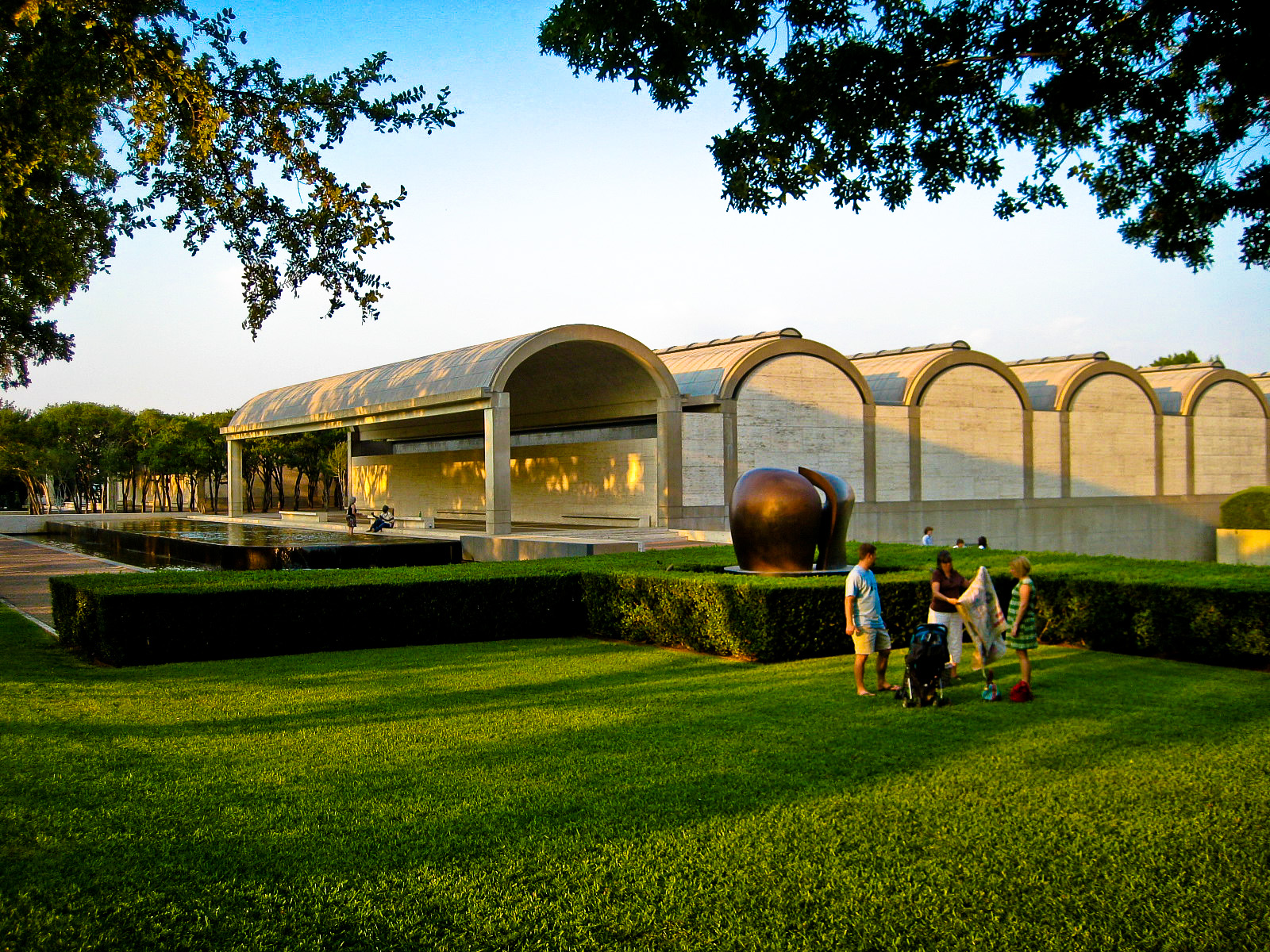
Kimbell Art Museum i Fort Worth.

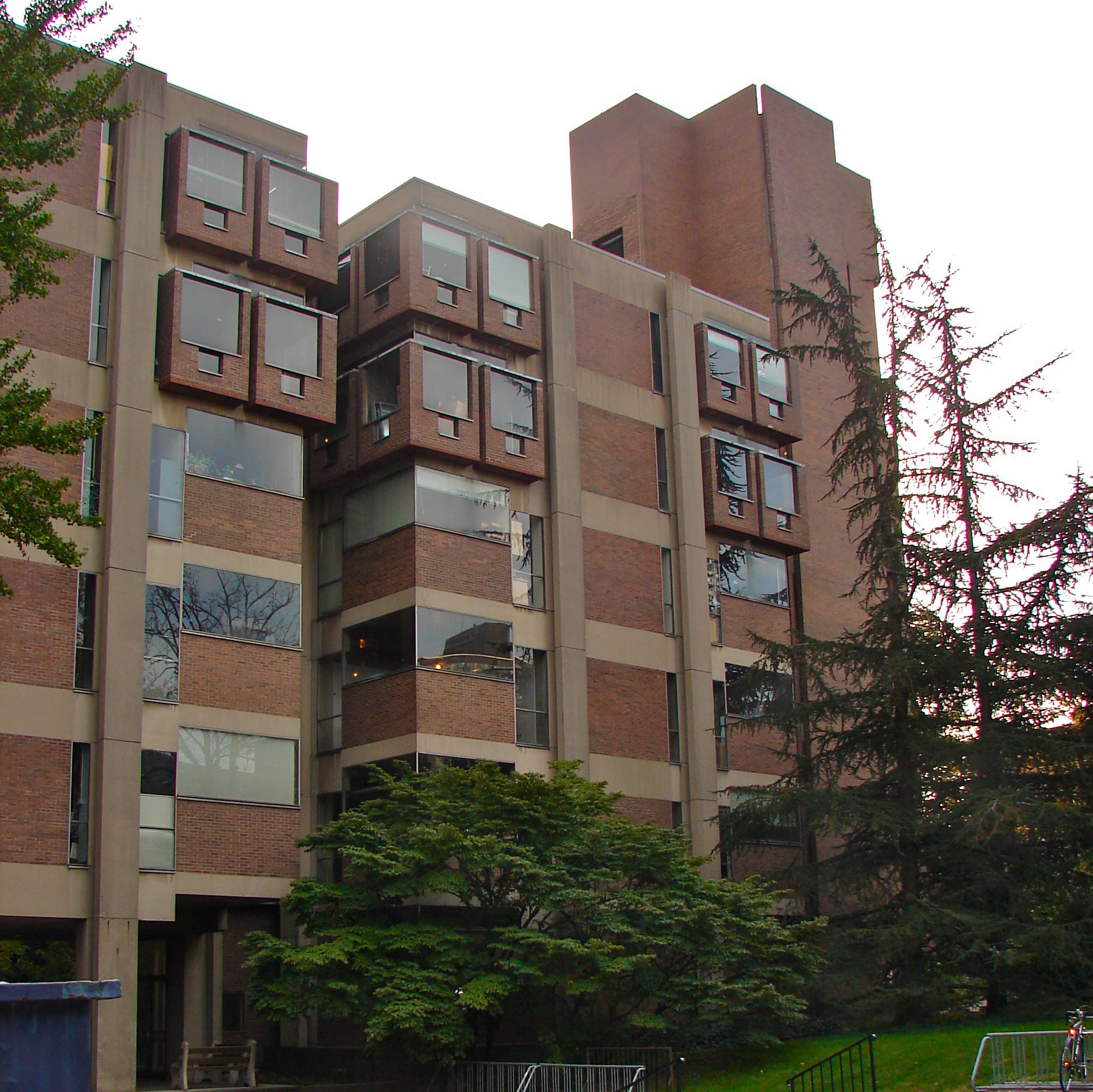
Goddard Laboratoriet vid University of Pennsylvania.

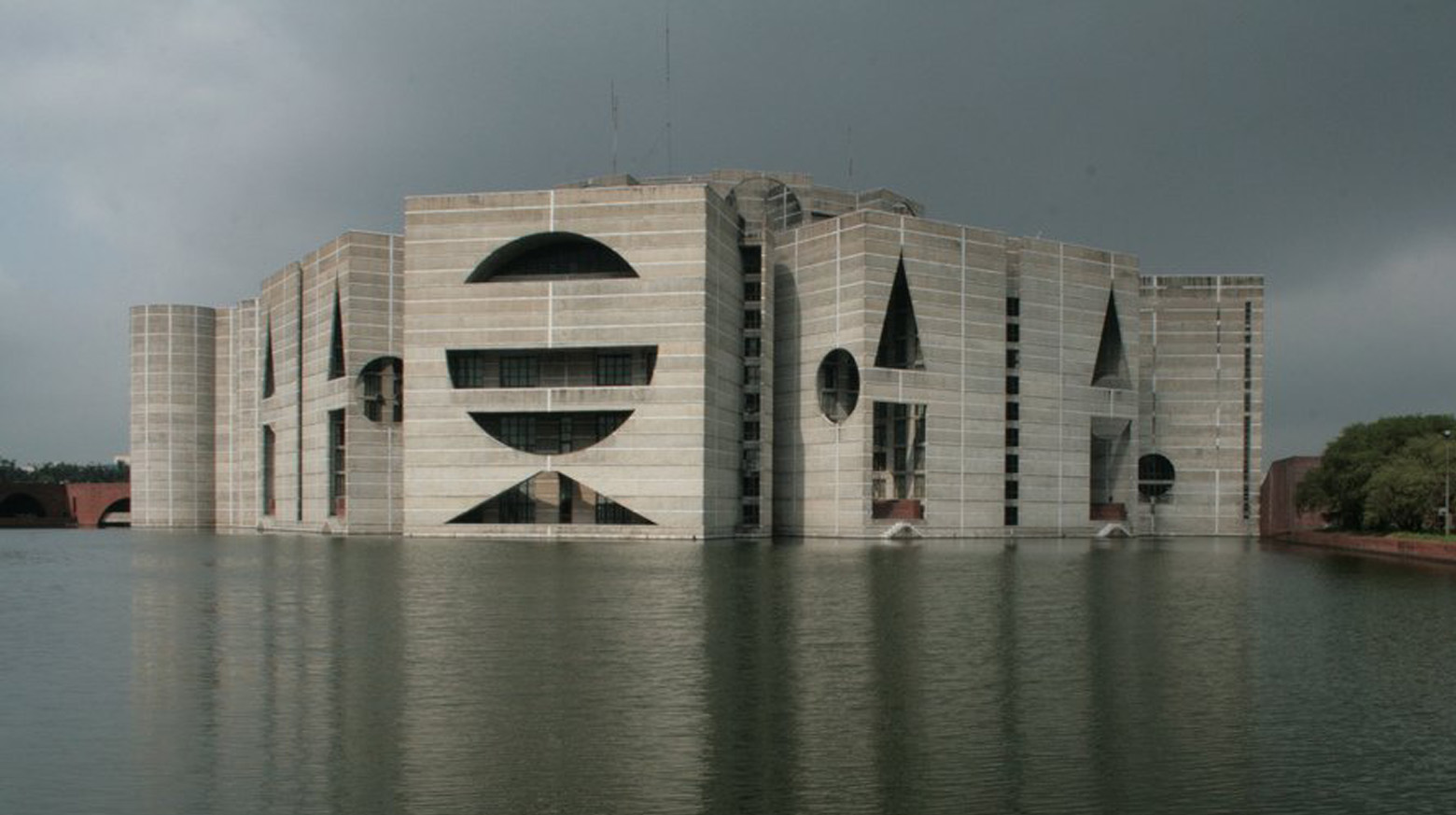
Nationalförsamlingen i Dhaka.

Louis Isadore Kahn, född som Itze-Leib Schmuilowsky den 5 mars (20 februari enligt gamla stilen) 1901 i Kuressaare på Ösel i Estland i dåvarande Ryssland, död 17 mars 1974 i New York i USA, var en amerikansk arkitekt.

## Biografi
Louis Kahns familj emigrerade till USA 1906. Han utbildade sig vid University of Pennsylvania för Paul Philippe Cret och var 1920–1930 ritare och därefter chefsdesigner vid flera arkitektkontor i Philadelphia. Från 1948 hade han egen arkitektbyrå.
Under 1940- och 1950-talen undervisade han vid sidan av arkitektarbetet på Yale, MIT och Princeton, samt mellan 1956 och 1974 på University of Pennsylvania.
Louis Kahn är intimt förknippad med modernismen, men hans verk förblir distinkt från den mesta samtida arkitekturen genom sin klassiska monumentalitet och platonska geometri. Genom att kombinera moderna konstruktioner i framförallt tegel och betong med klassisk geometri ger Kahns byggnader både ett samlat intryck med massiv murverkan och samtidigt ett lätt intryck.
Louis Kahn gifte sig med Esther Kahn 1930, som han hade dottern, flöjtisten Sue Ann Kahn med. Han hade också två barn med två andra kvinnor: målaren Alexandra Tyng med arkitekten Anne Griswold Tyng, som i många år var partner i Kahns arkitektbyrå, samt dokumentärfilmaren Nathaniel Kahn.
År 2004 gjorde sonen Nathaniel dokumentärfilmen om Louis Kahn, My Architect – A Son's Journey.

## Galleri

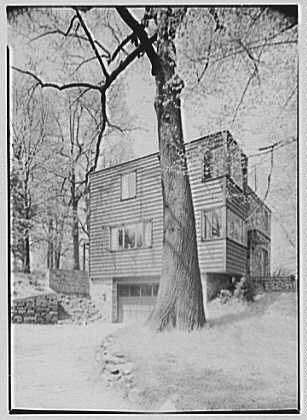
Jesse Oser House, Elkins Park, Pennsylvania 1940.
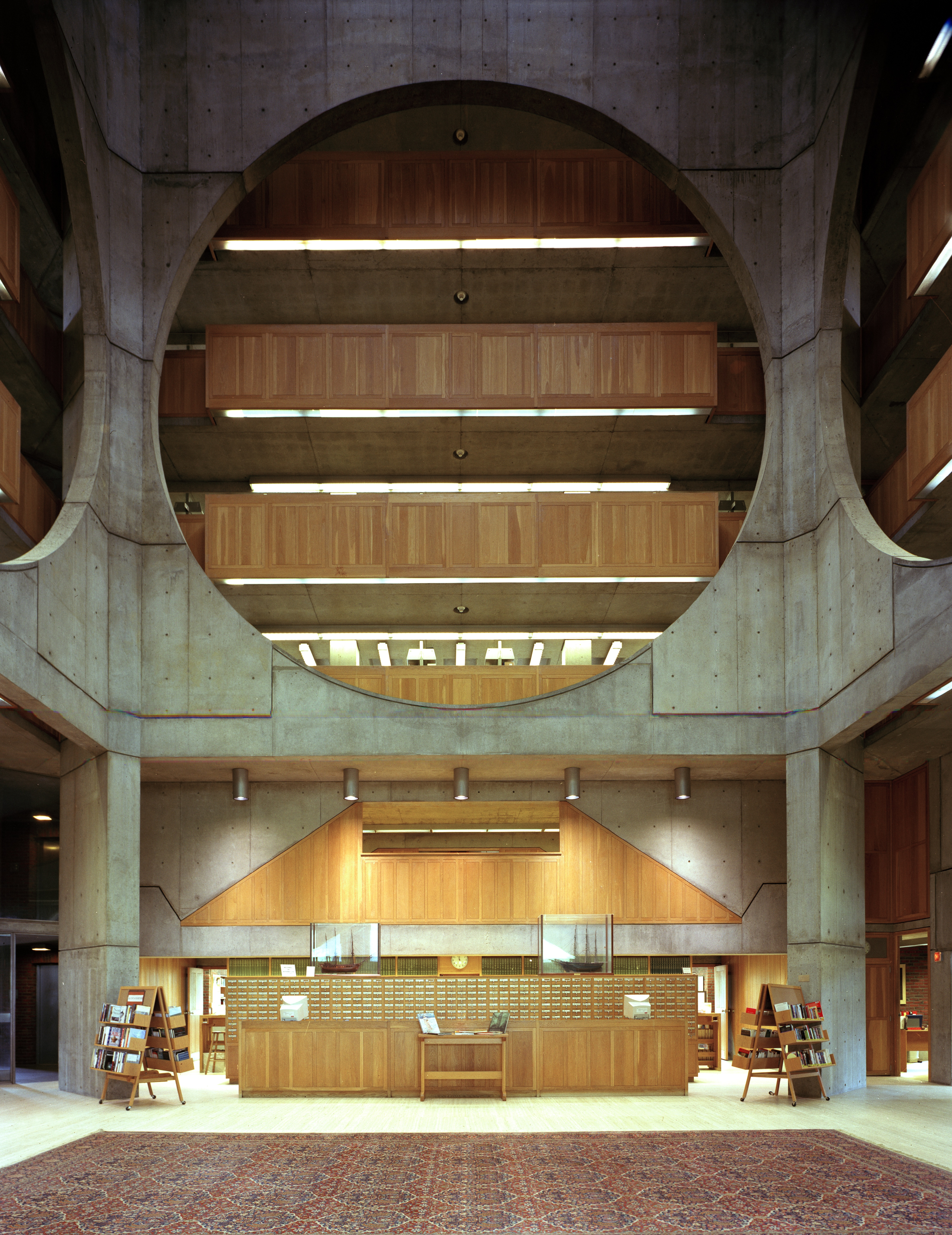
Phillips Exeter Library. New Hampshire.
Handelshögskolan i Ahmedabad.
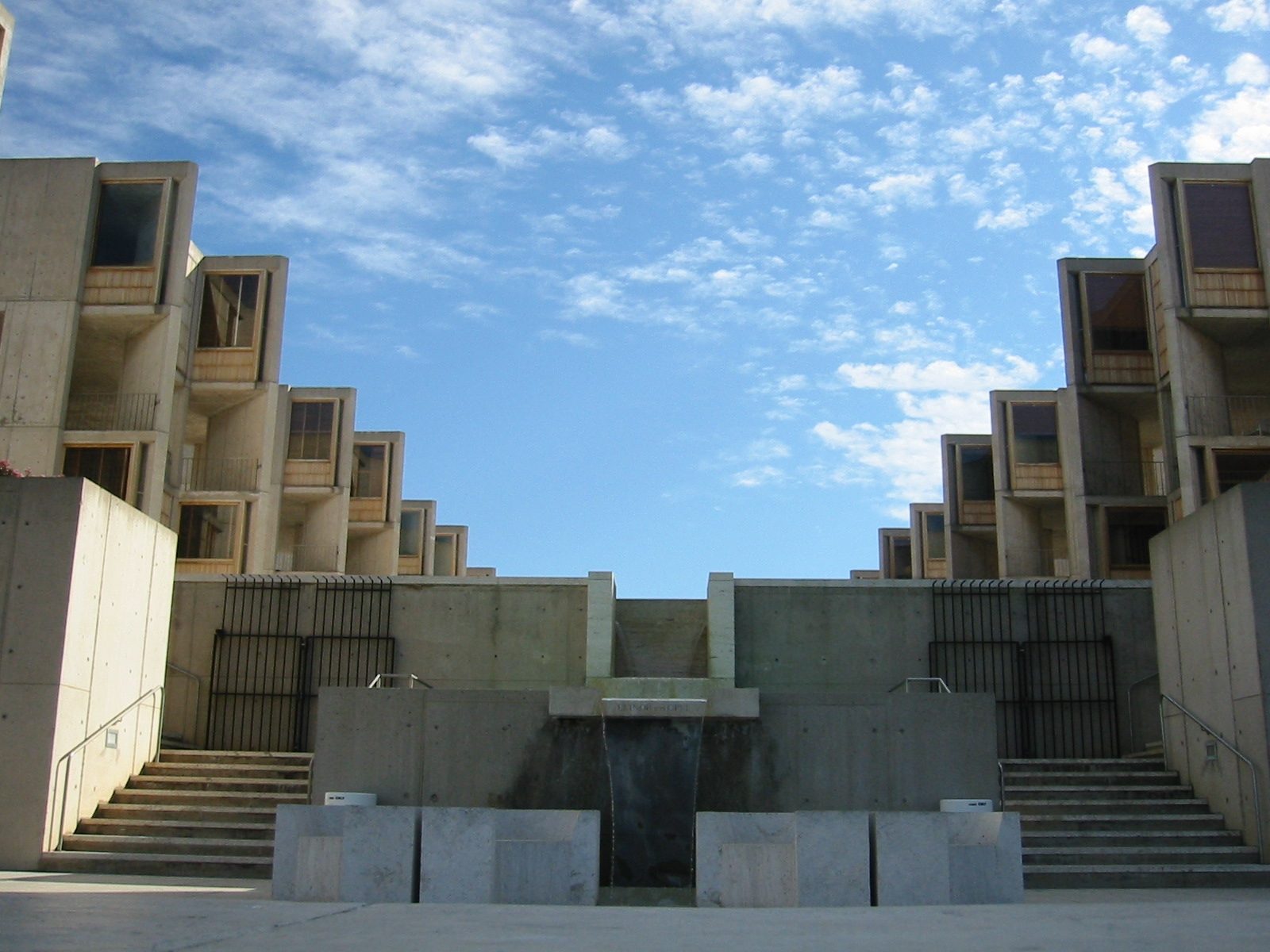
Salk Institute, La Jolla.

## Projekt i urval
- Yale University Art Center, New Haven, Connecticut, USA, 1951–1954
- Trenton Bath House, Trenton, New Jersey, USA, 1954–1959
- Norman Fisher House, Philadelphia, Pennsylvania, USA, 1960
- Richards Medical Center, Philadelphia, Pennsylvania, USA, 1957–1961
- Esherick House, Chestnut Hill, Pennsylvania, USA, 1959–1962
- Indian Institute of Management, Ahmedabad, Indien, 1962–1974
- Erdman Hall Dormitories, Bryn Mawr, Pennsylvania, USA, 1960–1965
- Salk Institure for Biological Studies, La Jolla, Kalifornien, USA, 1959–1966
- First Unitarian Church, Rochester, New York, USA, 1959–1967
- Kimbell Art Museum, Fort Worth, Texas, USA, 1967–1972
- Phillips Exeter Academy Library, Exeter, New Hampshire, 1967–1972
- Jatiya Sangsad Bhaban, Nationalförsamlingen, Dacca, Bangladesh, 1962–1983
- Yale Center for British Art, New Haven, Connecticut, USA, 1969–1974